# Asger Hamerik
Asger Hamerik (Hammerich) (8 de abril de 1843-13 de julio de 1923), fue un compositor danés de música clásica. 

## Vida y carrera
Nacido en Frederiksberg (cerca de Copenhague), estudió música con J. P. E. Hartmann y Niels Gade. Escribió sus primeras piezas en su adolescencia, incluida una sinfonía nunca estrenada. Su familia era amiga de Hans Christian Andersen, con quien Hamerik mantendría correspondencia regularmente. 
Más tarde, marchó de Dinamarca en 1862 para estudiar música en Berlín, con Hans von Bülow, y en París, como protegido de Hector Berlioz. En 1864 comenzó a usar la versión más inequívocamente danesa de su apellido, en lugar de Hammerich, en el oleaje del sentimiento nacional danés después de la Guerra de los Ducados . 
Abandonó París en 1869 dirección a Italia y luego Viena. En 1871 se le ofreció el puesto de director en el Instituto Peabody de Baltimore, Maryland, donde su influencia se ganó los elogios de visitantes influyentes, incluyendo Chaikovski y Arthur Sullivan. Compuso la mayoría de sus grandes obras de concierto para la orquesta del Instituto. Dejó su posición como director del Peabody en 1898. Regresó a Dinamarca en 1900 con su esposa, la pianista estadounidense Margaret Williams.
Compuso 41 números de opus, incluyendo siete sinfonías, música de cámara, cuatro óperas, cinco suites orquestales y música orquestal popular, en gran parte basada en melodías populares escandinavas. Durante su vida fue considerado el compositor danés más conocido después de Gade, muy influido por Berlioz. Su Réquiem era su obra más exitosa y la que él consideraba la mejor. 
Su hijo Ebbe Hamerik fue director de orquesta y compositor, y su hija Valdis Hamerik, cantante de ópera. 

## Estilo musical
Aunque hoy es relativamente poco conocido, Hamerik fue un maestro influyente en los Estados Unidos, como director de Peabody en Baltimore durante más de un cuarto de siglo; y sus obras se interpretaron tanto en Estados Unidos como en Europa. La influencia más obvia en su música es Berlioz, particularmente dada la elección consciente de Hamerik de enraizar su música en las influencias francesas, los subtítulos en francés de sus sinfonías y el uso de una idée fixe. Su música a menudo se caracteriza por tener un fondo «nórdico», y en cartas le dijo a sus amigos que a pesar de que se iba a Estados Unidos, siempre seguiría sintiéndose danés. 
Su trabajo posterior incorpora influencias de compositores como Paul Dukas y César Franck así como armonía más vaga y tonalidad extendida, incluyendo movimientos en diferentes tonalidades y el uso expandido de acordes difusos. Su Séptima sinfonía ha sido comparada con las obras de Mahler del mismo período, involucrando a cientos de músicos en su primera actuación en Baltimore, que fue dirigida por el también estudiante de von Bülow Joseph Pache. 

## Obras

### Orquesta
Sinfonías
- 1860 Sinfonía en do menor, op. 3 (perdida)
- 1879–1880 Sinfonía n.º 1 "Symphonie poétique" en fa mayor, op. 29 
  1. Allegro moderato ed espressivo
  2. Allegro marcato
  3. Andante con moto
  4. Allegro giusto
- 1882–1883 Sinfonía n.º 2 "Symphonie tragique" en do menor, op. 32 
  1. Tumba - Allegro non troppo e patetico
  2. Andante penitente
  3. Allegro Marcato
  4. Adagio - Allegro passionato - Allegro molto vivace
- 1883–1884 Sinfonía n.º 3 "Symphonie lyrique" en mi mayor, op. 33 
  1. Largo - Allegro molto vivace
  2. Allegro grazioso
  3. Andante sostenuto
  4. Allegro con spirito
- 1884–1889 Sinfonía n.º 4 "Symphonie majestueuse" en do mayor, op. 35 
  1. Largo - Allegro impetuoso
  2. Adagio espressivo
  3. Allegro moderato
  4. Maestoso e solenne
- 1889–1891 Sinfonía n.º 5 "Symphonie sérieuse" en sol menor, op. 36 
  1. Largo - Allegro con fuoco
  2. Adagio non troppo
  3. Scherzo allegro
  4. Grave - Allegro
- 1897 Sinfonía n.º 6 "Symphonie spirituelle" en sol mayor, para orquesta de cuerdas, op. 38 
  1. Allegro moderato
  2. Allegro molto vivace
  3. Andante sostenuto
  4. Allegro con spirito
- 1897 rev. 1901–1906 Sinfonía n.º 7 "Korsymfoni", para mezzo-soprano, coro mixto y orquesta, op. 40 
  1. Largo
  2. Andante sostenuto
  3. Grave

Otras obras orquestales
- 1871–1872 Suite nórdica n.º 1 en do mayor, op. 22
- 1872 Suite nórdica n.º 2 en sol menor, op. 23
- 1873–1874 Suite nórdica n.º 3 en la menor, op. 24
- 1875 Suite nórdica n.º 4 en re mayor , op. 25
- 1876 Suite nórdica n.º 5 en la mayor , op. 26
- 1879 Concierto romance en re mayor para violonchelo y orquesta, op. 27
- 1879 Trilogía judía , op. 19
- 1912 Variaciones en la canción popular «Jeg gik mig ud en sommerdag», para orquesta de cuerdas y arpa, op. 41

### Banda
- 1867 Hymne à la paix, para banda grande, coro mixto, dos órganos y 12 arpas[2]

### Óperas
- 1863-1865, Tovelille, Op. 12
- 1868, Hjalmar og Ingeborg, Op. 18, libreto de Ludvig Josephson
- 1870, La vendetta, Op. 20, en 5 actos, estrenada en 1870 en Milán
- 1871, Den rejsende, Op. 21, estrenada en 1871 en Viena, libreto del compositor

### Obras vocales
Espiritual
- 1882 Trilogía cristiana, para barítono, coro mixto y órgano, op. 31
- 1886-1887 Réquiem, para solistas, coro mixto y orquesta, op. 34 en do menor 
  1. Requiem y Kyrie
  2. Dies irae
  3. Ofertorio
  4. Sanctus
  5. Agnus dei
- 1900 Ave Maria, para mezzosoprano y órgano, op. 14

Coral
- Nocturno "Da giovine regina la luna maestosa", para mezzo-soprano y orquesta
- Ballade Roland
- Erntetanz, coro de mujeres a cuatro voces y orquesta, op. 37

### Música de cámara
- 1862 Quinteto para piano en do menor, op. 6
- 1878 Concert Romance, para violonchelo y piano (u orquesta), op. 27

### Órgano
- 1905 Cuatro preludios, op. 39a

## Otras lecturas
- John Bergsagel. "Hamerik: (1) Asger Hamerik [Hammerich]". The New Grove Dictionary of Music and Musicians, segunda edición, editada por Stanley Sadie y John Tyrrell. Londres: Macmillan Publishers, 2001.
- Christopher Follett. "The Remarkable Asger Hamerik". Nordic Sounds n.º 4 (noviembre de 2004): 13–17.